# Яцек Юліуш Ядацький
Яцек Юліуш Ядацький (нар. 11 вересня 1946, Пугачів) – польський філософ, логік і піаніст, титулований професор.

## Біографія
Випускник Державної вищої школи музики у Варшаві по класу фортепіано Наталії Горновської та філософських студій у Варшавському університеті. У галузі філософії та логіки – учень Єжи Пельца та Маріана Пшеленцького. Він також був учнем багатьох інших представників Львівсько-Варшавської школи, зокрема Здзіслава Августинека, Євгена Геблевича, Романа Сушки, Клеменса Шанявського, Богуслава Волневича та Ришарда Войчицького. У 1977 році захистив докторську дисертацію «Про межі пізнання. Суперечка між Романом Інгарденом та Едмундом Гуссерлем», написану під керівництвом Януша Кучинського. У 1989 році отримав науковий ступінь на основі дисертації «Філософські основи семіотики». У 1995 році отримав звання професора гуманітарних наук.
У 1974–2016 роках – співробітник Інституту філософії Варшавського університету, директором якого був у 2005–2008 роках; у 1994–2013 роках – завідувач кафедри логічної семіотики. У 2001–2009 роках також працював в Університеті соціальної психології у Варшаві. У 1993–2001 роках заснував та видавав щоквартальник «Філософія наук». Видає книжкову серію «Польська аналітична філософія» у видавництві Rodopi/Brill в Амстердамі (з 1998 року) та книжкову серію «Бібліотека філософів» у Варшавському науковому товаристві (з 1999 року).
Він займається переважно логічною семіотикою та історією польської філософії, зокрема Львівсько-Варшавської школи. Практикує філософію в дусі Яна Лукасевича.
Дійсний член Варшавського наукового товариства (з 2002 року) та Наукового товариства Люблінського католицького університету (з 2016 року); скарбник Польського філософського товариства , член Комітету філософських наук Польської академії наук, почесний член Collegium Invisibile (з 2006 року) та Польського філософського товариства (з 2024 року).
Керував десятками кандидатських і дев’ятьма докторськими дисертаціями. Серед його докторантів: Анна Брожек, Маріуш Грігянець, Александра Горецька, Йоанна Одровонж-Сипневська та Мєшко Таласевич. Серед інших, хто вважає себе його учнями, є: Томаш Бігай, Анна Єдинак, Кордула Свєнторжецька, Яцек Войтисяк, Анна Войтович і Кшиштоф Войтович.
Він був нагороджений Лицарським хрестом Ордену Відродження Польщі (2001), медаллю «За заслуги перед Музичним університетом імені Фридерика Шопена у Варшаві» (2012), медаллю до 200-річчя Варшавського університету (2016) та медаллю Івана Франка, врученою Львівським університетом (2017).
За книгу «Orientacje i dynamy filozofiiiczne» отримав, зокрема, нагороду Польської академії наук імені Тадеуша Котарбінського. Z dziejów myśli polskiej (1999) та нагороду Фундації Kazimierz Twardowski Academicon за співавторство книги Kazimierz Twardowski: filozofii ze Lwowa (2024).
Він організував десятки наукових конференцій, найбільшими з яких були: науковий симпозіум з нагоди 2000-річчя християнства «Людина – Наука – Віра» (Варшава, 1999), польсько-український Львівсько-Варшавський семінар «Філософія науки» (Варшава-Львів, циклічно повторювався у 2000-2007 роках) та 8-й Польський філософський конгрес (Варшава, 2008). Був членом Варшавського громадського комітету на підтримку Ярослава Качинського на дострокових президентських виборах 2010 року.

## Монографії
- Spór o granice poznania. Prolegomena do epistemologii, 1985
- Semiotyka Szkoły Lwowsko-Warszawskiej. Główne pojęcia, w: Michał Hempoliński (ред.), Polska filozofia analityczna, 1987
- O rozumieniu. Z filozoficznych podstaw semiotyki, 1989
- (Зі з Здзіславом Августинеком) Possible Ontologies, 1993
- Sławni Wilnianie. Filozofowie, 1994
- Metafizyka i semiotyka. Studia prototeoretyczne, 1996
- Orientacje i doktryny filozoficzne. Z dziejów myśli polskiej, 1998
- Aksjologia i semiotyka. Analizy i polemiki, 2003
- From the Viewpoint of the Lvov-Warsaw School, 2003
- Polish Analytical Philosophy. Studies on its Heritage, 2009
- Metodologia i semiotyka. Idee – metody – problemy, 2010
- (З Анною Брожек) Fryderyk Chopin: środowisko społeczne – osobowość – światopogląd – założenia twórcze, 2010 [англійське видання – Frederick Chopin: social background – personality – worldview – artistic principles, 2011; французьке видання – Frédéric Chopin: son milieu social – sa personnalité – sa vision du mond – ses principes de création artistique, 2011]
- (З Анною Брожек і Маріаном Пшеленецьким) W poszukiwaniu najwyższych wartości, 2011
- Byt i powinność. Wkład XX-wiecznych myślicieli polskich do teorii imperatywów i norm, 2012
- Being and Duty. The Contribution of 20th-century Polish thinkers to the theory of imperatives and norms, 2013
- Filozofia polska XIX i XX wieku. T. I–II, 2015
- Polish philosophy of the 19th and 20th centuries. Heritage studies, 2015
- Filozofia wileńska XIX i XX wieku, 2016
- Stanisław Leśniewski: Geniusz logiki, 2016
- Метафізика i семіотика. Прототеоретичні дослідження, 2019
- Stanisław Leśniewski: Genius of Logic, 2020
- (З Анною Брожек) Kazimierz Twardowski: filozof ze Lwowa. T. 1. Życie[11]. T. 2. Poglądy, 2023

## Видання книг та спільні видання
- (У співавторстві з Барбарою Маркевич) …A mądrości zło nie przemoże, 1993
- (У співавторстві з Барбарою Маркевич) Próg istnienia. Cz. I. Zdziesiątkowane pokolenie, 1995
- (У співавторстві з Барбарою Маркевич) Próg istnienia. Cz. II. Dzieło niedokończone, 1996
- (У співпраці з Томашем Бігаєм та Анною Ліссовською) Co istnieje? Antologia tekstów ontologicznych z komentarzami. T. I–II, 1996
- (У співавторстві з Вітольдом Стравінським) W świecie znaków. Księga pamiątkowa ku czci Profesora Jerzego Pelca, 1996
- Здзіслав Августинек, Czasoprzestrzeń. Eseje filozoficzne, 1997
- (У співавторстві з Кордулою Свєнтожецькою) Jan Salamucha, Wiedza i wiara. Wybrane pisma filozoficzne, 1997
- (У співавторстві з Вітольдом Стравінським) In the world of signs. Essays in honour of Professor Jerzy Pelc, 1998
- (Спільно з Кшиштофом Войтовичем) Człowiek – nauka – wiara, 1999
- Człowiek współczesny: rozum a wiara, 1999
- Jan Łukasiewicz, Logika i metafizyka, 1999
- (Спільно з Барбарою Маркевич та Ришардом Ядчаком) Polskie Towarzystwo Filozoficzne – czyli z dziejów filozofii jako nauki instytucjonalnej, 1999
- Joanna Odrowąż-Sypniewska, Zagadnienie nieostrości, 2000
- Marian Przełęcki, Lektury Platońskie, 2000
- Mieszko Tałasiewicz, Pojęcie racjonalności nauk empirycznych, 2000
- (Спільно з Александрою Бялецькою) U progu trzeciego tysiąclecia. Człowiek – nauka – wiara, 2001
- Marian Przełęcki, O rozumności i dobroci. Propozycje i morały, 2002
- Alfred Tarski: dedukcja i semantyka [déduction et sémantique], 2003
- Analiza pojęcia informacji, 2003.
- (У співавторстві з Кордулою Свєнтожецькою) Jan Salamucha, Knowledge and faith, 2003
- Kazimierz Twardowski, Filozofia i muzyka, 2005Великий текст
- (У співавторстві з Анною Брожек та Вітольдом Стравінським) Logic, methodology and philosophy of science at Warsaw University (2), 2005
- (У співавторстві з Анною Брожек) Marian Przełęcki, Intuicje moralne, 2005
- (У співавторстві з Миколаєм Ольшевським) Stefan Swieżawski, Zagadnienie historii filozofii. Wyd. 2, 2005
- (Разом із Яцеком Пасьником) The Lvov-Warsaw School. The new generation, 2006
- VIII Polski Zjazd Filozoficzny. Warszawa, 15–20 września 2008 roku. Księga streszczeń, 2008
- (У співавторстві з Анною Брожек) VIII Polski Zjazd Filozoficzny. Program, 2008
- (У співавторстві з Іваном Вакарчуком) Філософські проблеми науки / Filozoficzne problemy nauki, 2010
- Marian Przełęcki, Within and beyond the limits of science. Logical studies of scientific and philosophical knowledge, 2010
- Panorama współczesnej filozofii polskiej. Księga pamiątkowa VIII Polskiego Zjazdu Filozoficznego, 2010
- Kazimierz Ajdukiewicz, Główne kierunki filozofii w wyjątkach z dzieł ich klasycznych przedstawicieli Teoria poznania – logika – metafizyka – teoria wartości. Antologia z komentarzami dla szkół średnich i wyższych, 2011
- (Спільно з Анною Брожек та Бериславом Жарнічем) Theory of imperatives from different points of view (1). Logic, Methodology & Philosophy of Science at Warsaw University (6), 2011
- (З Петром Сурмою) Jan Łukasiewicz, Pamiętnik, 2013
- (Спільно з Анною Брожек та Бериславом Жарнічем) Theory of imperatives from different points of view (2). Logic, Methodology and Philosophy of Science at Warsaw University (7), 2013
- (У співавторстві з Анною Брожек) Kazimierz Twardowski, Myśl, mowa i czyn. Część I, 2013
- Anioł Dowgird, Zdrowy rozsądek i kraina marzeń. Pisma wybrane, 2014
- (У співавторстві з Анною Брожек) Kazimierz Twardowski, Myśl, mowa i czyn. Część II, 2014
- (У співавторстві з Анною Брожек) Kazimierz Twardowski, On prejudices, judgments and other topics in philosophy, 2014
- (У співавторстві з Анною Брожек) Nauka i język (seria druga). Księga pamiątkowa Marianowi Przełęckiemu w darze na 90-lecie urodzin, 2014
- (У співавторстві з Анною Брожек) Izydora Dąmbska, Knowledge, language and silence. Selected papers, 2015
- Stanisław Leśniewski, Pisma zebrane. T. I–II, 2015
- Anioł Dowgird, Kurs filozofii. T. I. Logika. T. II. Psychologia. Teologia przyrodzona. Filozofia moralna, 2016
- (Разом з Анною Брожек , Аліцією Чибіньською та Яном Воленським) Tradition of the Lvov-Warsaw School. Ideas and Continuations, 2016
- (З Анною Брожек і Фрідріхом Штадлером) Kasimir Twardowski, Gassammelte deutsche Werke, 2017
- Krystyn Lach-Szyrma, Fragmenty filozoficzne, 2021
- Stanisław Leszczyński, Esquisses, réflexions et maximes philosophiques / Szkice, refleksje i maksymy filozoficzne, 2021
- Rozum i wola. Kazimierz Twardowski i jego wpływ na kształt kultury polskiej XX wieku, 2021
- (У співавторстві з Анною Брожек) At the sources of the twentieth-century analytical movement. Kazimierz Twardowski and his positiona in European philosophy, 2022
- (У співавторстві з Анною Брожек) Intuition and analysis. Roman Ingarden and the school of Kazimierz Twardowski, 2022
- (Спільно з Едвардом Свідерським) The concept of causality in the Lvov-Warsaw School. The legacy of Jan Łukasiewicz, 2022
- Kazimierz Twardowski. Inedita. T. 1. Logika. Cz. I, 2023
- (У співавторстві з Анною Брожек) Kazimierz Twardowski. Inedita. T. 2. Metafizyka i epistemologia, 2023
- Władysław Kozłowski. Antyirrealizm w filozofii, psychologii i polityce. Pisma zebrane. T. 1-2, 2024
- (У співавторстві з Анною Брожек) Kazimierz Twardowski. Inedita. T. 6. T. 7. Korespondencja polska. Cz. I-II, 2024

## Підручники
- Wybrane zagadnienia interpretacji w grze fortepianowej według Joan Last Interpretation for the piano student, [в:] Z zagadnień nauczania gry na fortepianie, 1972
- Propedeutyka filozofii (materiały pomocnicze). Zeszyt 1–2, 1982
- Jak studiować filozofię, 1994, 1996, 1997
- Spór o granice istnienia, 1998
- Spór o granice języka. Elementy semiotyki logicznej i metodologii, 2001, 2002, 2005, 2010
- Człowiek i jego świat. Propedeutyka filozofii, 2003, 2007
- Elementy semiotyki logicznej i metodologii w zadaniach, 2004

## Інші видання
- Bajki dla mądrych dzieci. Księga zwierząt, 2012
- Mełgiew podczas II Wojny Światowej, 2020
- Antoni Jadacki. Muzyk – animator kultury – pedagog (спогади), 2023
- Na Mazowszu, Podlasiu i w Małopolsce (спогади), 2024
- Znad Świnki, Jegrzni, Ełku, Netty i Łyny (спогади), 2024